# راشل استیونز
راشل استیونز (انگلیسی: Rochelle Stevens؛ زادهٔ ۸ سپتامبر ۱۹۶۶) دونده اهل ایالات متحده آمریکا بود.
وی در مسابقات کشوری و بین‌المللی در مجموع برندهٔ ۳ مدال طلا، ۳ مدال نقره، ۱ مدال برنز شده‌است.